# Варьяты-шоу
«Варьяты-шоу» (укр. Вар'яти-шоу) — юмористическое телешоу, выходящее в эфир с 2016 года на украинском телеканале «Новый канал». Шоу позиционирует себя как первое украиноязычное юмор-шоу и народное шоу. Руководитель и основатель — Сергей Дмитриевич Притула.
Варьят — диалектизм поднестровского диалекта украинского языка и львовского говора польского языка — ненормальный, сумасшедший.

## Про телешоу
Проект появился в 2010 году в Тернополе и первое выступление прошло 28 мая 2010 года под названием «Первое украиноязычное юмор-шоу «Варьяты». 2 ноября 2016 года прошла премьера телевизионной версии шоу на телеканале Новый канал. Для телевизионной версии была изменена схема выступлений в шоу. В эфире встречаются приглашенные известные личности. К 20 декабря 2016 года в Тернополе прошел 122-й концерт телешоу. В 2021 году шоу прекратило своё существование из-за ухода из проекта его основателя Сергея Притулы.

## Артисты
Состав артистов Варьяты-шоу:
- «Тернопольский Серий» — Сергей Притула[2]
- «Жошка» — Владимир Жогло[3]
- «Владзьо» — Владимир Ковцун[4]
- «Тыльный» — Виталий Тыльный[5]
- «Полупан» — Сергей Полупан[6]
- «Вальон» — Валентин Сергийчук[7]
- Максим Кравец (с 5 сезона) — участвует в шоу со стендапом.
- Святослав Марченко (с 5 сезона) — появляется на сцене с жанром «Stand-up».